# Jimmy Pedro
James „Jimmy“ Pedro (* 30. Oktober 1970 in Danvers, Massachusetts) ist ein ehemaliger amerikanischer Judoka. Er war Weltmeister 1999 und gewann zwei olympische Bronzemedaillen.
Pedro startete zunächst im Superleichtgewicht und gewann in dieser Gewichtsklasse Silber bei den Panamerikanischen Meisterschaften 1988. 
Von 1989 bis 1993 kämpfte er im Halbleichtgewicht. 1989 gewann er die US-Meisterschaften. 1990 war er Dritter der Juniorenweltmeisterschaften. Bei den Goodwill Games 1990 belegte er den zweiten Platz. Im Oktober 1990 erkämpfte er eine Bronzemedaille bei den Panamerikanischen Meisterschaften. Bei den Judo-Weltmeisterschaften 1991 unterlag er im Viertelfinale Sergei Kosmynin aus der Sowjetunion, kämpfte sich dann aber bis zur Bronzemedaille durch. Vierzehn Tage nach den Weltmeisterschaften erhielt Pedro eine Bronzemedaille bei den Panamerikanischen Spielen. 1992 siegte Pedro bei den Panamerikanischen Meisterschaften. Bei den Olympischen Spielen 1992 schied er gegen den Japaner Keiji Maruyama aus. Ein Jahr später unterlag er bei den Judo-Weltmeisterschaften 1993 dem Japaner Yukimasa Nakamura im Halbfinale und belegte den fünften Platz.
1994 stieg der 1,75 m große Jimmy Pedro ins Leichtgewicht auf und gewann bei den Goodwill Games die Bronzemedaille in seiner neuen Gewichtsklasse. 1995 siegte er bei den Panamerikanischen Spielen. Bei den Judo-Weltmeisterschaften 1995 unterlag er im Halbfinale dem Südkoreaner Kwak Dae-sung, siegte aber im Kampf um Bronze gegen den Briten Danny Kingston. Bei den Olympischen Spielen 1996 unterlag er in seinem zweiten Kampf dem Mongolen Khaliun Boldbaatar, gewann aber dann vier Kämpfe in der Hoffnungsrunde und erhielt eine Bronzemedaille. 1997 und 1998 gewann Jimmy Pedro die Panamerikanischen Meisterschaften, 1999 siegte er bei den Panamerikanischen Spielen. Bei den Judo-Weltmeisterschaften 1999 in Birmingham gewann er sechs Kämpfe, im Finale bezwang er den Russen Witali Makarow. Im Jahr darauf verlor Pedro bei den Olympischen Spielen 2000 seinen ersten Kampf gegen den Südkoreaner Choi Yong-shin. Nach vier Siegen in der Hoffnungsrunde unterlag er im Kampf um Bronze dem Weißrussen Anatol Larukou.
Nach zwei Jahren ohne größere internationale Turnierteilnahmen kehrte Pedro 2003 noch einmal zurück. 2004 siegte er bei den Panamerikanischen Meisterschaften. Bei den Olympischen Spielen 2004 gewann er seine ersten beiden Kämpfe gegen den Kasachen Sagdat Sadykow und den Argentinier Rodrigo Lucenti, in seinem dritten Kampf unterlag er dem späteren Olympiasieger Lee Won-hee aus Südkorea. Nach Siegen in der Hoffnungsrunde gegen den Weißrussen Anatol Larukou, den Ukrainer Hennadij Bilodid und den Portugiesen João Neto bezwang Pedro den Franzosen Daniel Fernandes im Kampf um Bronze.
Jimmy Pedro war nach seiner aktiven Laufbahn Trainer des US-Teams. So coachte er die zweimalige Olympiasiegerin Kayla Harrison.